# Liste der Kulturdenkmäler in Harschbach
In der Liste der Kulturdenkmäler in Harschbach sind alle Kulturdenkmäler der rheinland-pfälzischen Ortsgemeinde Harschbach aufgeführt. Grundlage ist die Denkmalliste des Landes Rheinland-Pfalz (Stand: 9. Februar 2023).

## Einzeldenkmäler
| Bezeichnung | Lage                           | Baujahr                           | Beschreibung                                                      | Bild |
| ----------- | ------------------------------ | --------------------------------- | ----------------------------------------------------------------- | ---- |
| Wohnhaus    | Hauptstraße, neben Nr. 33 Lage | erste Hälfte des 19. Jahrhunderts | Fachwerkhaus, teilweise massiv, erste Hälfte des 19. Jahrhunderts | BW   |

## Ehemalige Kulturdenkmäler
| Bezeichnung | Lage             | Baujahr         | Beschreibung                                                                  | Bild |
| ----------- | ---------------- | --------------- | ----------------------------------------------------------------------------- | ---- |
| Scheune     | Im Winkel 3 Lage | 18. Jahrhundert | Fachwerkscheune, teilweise massiv, 18. Jahrhundert: aus Denkmalliste gelöscht | BW   |